# Относово
Относово — деревня в Смоленской области России, в Вяземском районе. Расположена в восточной части области в 7 км к западу от Вязьмы у автодороги М1 «Беларусь», на правом берегу реки Вязьма.
Население — 655 жителей (2007). Административный центр Относовского сельского поселения.

## Экономика
Средняя школа, сельхозпредприятие «ДДТ и К», медпункт, отделение связи, библиотека, дом культуры.